# Byron (krater)
För andra betydelser, se Byron (olika betydelser).
Byron är en nedslagskrater på planeten Merkurius. Byron är ungefär 106 kilometer i diameter.
1976 namngavs den efter den brittiske författaren Lord Byron.